# Yasuo Takamori
Yasuo Takamori (japonès: 高森泰男)  (prefectura d'Okayama, 3 de març de 1934 - 3 de febrer de 2016) va ser un futbolista japonès que disputà trenta partits amb la selecció japonesa.